# Anja Rücker
Anja Rücker (Bad Lobenstein, 20 dicembre 1972) è un'ex velocista tedesca, specializzata nei 400 metri piani e campionessa mondiale della staffetta 4×400 metri ad Atene 1997.

## Palmarès
| Anno                                 | Manifestazione    | Sede       | Evento      | Risultato        | Prestazione | Note                                     |
| ------------------------------------ | ----------------- | ---------- | ----------- | ---------------- | ----------- | ---------------------------------------- |
| In rappresentanza della Germania Est |                   |            |             |                  |             |                                          |
| 1989                                 | Europei juniores  | Varaždin   | 4×400 m     | Oro              | 3'33"38     |                                          |
| 1990                                 | Mondiali juniores | Plovdiv    | 400 m piani | 8ª               | 54"16       |                                          |
| 1990                                 | Mondiali juniores | Plovdiv    | 4×400 m     | 4ª               | 3'32"37     |                                          |
| In rappresentanza della Germania     |                   |            |             |                  |             |                                          |
| 1991                                 | Europei juniores  | Salonicco  | 400 m piani | Argento          | 52"73       |                                          |
| 1991                                 | Europei juniores  | Salonicco  | 4×400 m     | Oro              | 3'35"24     |                                          |
| 1992                                 | Giochi olimpici   | Barcellona | 400 m piani | Quarti di finale | 52"05       |                                          |
| 1992                                 | Giochi olimpici   | Barcellona | 4×400 m     | 6ª               | 3'26"37     |                                          |
| 1993                                 | Mondiali          | Stoccarda  | 400 m piani | Semifinale       | 52"32       |                                          |
| 1993                                 | Mondiali          | Stoccarda  | 4×400 m     | 5ª               | 3'25"49     |                                          |
| 1994                                 | Europei           | Helsinki   | 400 m piani | 5ª               | 51"85       |                                          |
| 1994                                 | Europei           | Helsinki   | 4×400 m     | Bronzo           | 3'24"10     |                                          |
| 1996                                 | Giochi olimpici   | Atlanta    | 4×400 m     | Bronzo           | 3'21"14     |                                          |
| 1997                                 | Mondiali indoor   | Parigi     | 4×400 m     | Bronzo           | 3'28"39     |                                          |
| 1997                                 | Mondiali          | Atene      | 400 m piani | Semifinale       | 51"94       |                                          |
| 1997                                 | Mondiali          | Atene      | 4×400 m     | Oro              | 3'20"92     | Miglior prestazione mondiale stagionale  |
| 1999                                 | Mondiali indoor   | Maebashi   | 4×400 m     | 4ª               | 3'29"06     |                                          |
| 1999                                 | Mondiali          | Siviglia   | 400 m piani | Argento          | 49"74       | Miglior prestazione personale            |
| 1999                                 | Mondiali          | Siviglia   | 4×400 m     | Bronzo           | 3'22"43     | Miglior prestazione personale stagionale |

## Altre competizioni internazionali
1992
- 6ª in Coppa del mondo ( L'Avana), 400 m piani - 53"81

1994
- Coppa Europa di atletica leggera ( Birmingham)